# Eduard Maubach
Eduard Maubach (* 9. Dezember 1838 in Königswinter; † 1925) war Landrat und Mitglied des deutschen Reichstags.

## Leben
Maubach besuchte das Gymnasium und die Universität Bonn, wo er Rechtswissenschaften studierte. 1863 wurde er Auskultator beim Landgericht Bonn und 1866 Regierungsreferendar bei den Regierungen in Köln und Potsdam. Während des Französischen Krieges 1870/71 war er Sous-Präfekt in Mondidier und Amiens. 1873 wurde er zum Regierungs-Assessor ernannt und 1874 Landrat des Kreises Johannisburg. 1888 wurde er zum Oberregierungsrat ernannt und mit der Vertretung des Regierungspräsidenten in Königsberg beauftragt.
Zwischen 1884 und 1888 war er Mitglied des Deutschen Reichstages für die Deutschkonservative Partei und den Reichstagswahlkreis Regierungsbezirk Gumbinnen 6.